# Onthophagus negligens
Onthophagus negligens é uma espécie de inseto do género Onthophagus, família Scarabaeidae, ordem Coleoptera.

## História
Foi descrita cientificamente por Walker em 1858.